# (29603) 1998 MO44
A (29603) 1998 MO44 egy kisbolygó a Naprendszerben. A LINEAR projekt keretében fedezték fel 1998. június 19-én.